# Liste des évêques de Kwito-Bié
Liste des évêques de Kwito-Bié
(Dioecesis Kvitobiensis)
L'évêché de Silva Porto est créé le 4 septembre 1940, par détachement de celui d'Angola et du Congo.
Il change de dénomination le 16 mai 1979 pour dévenir l'évêché de Kwito-Bié.

## Liste des évêques
- 4 septembre 1940-3 novembre 1941 : siège vacant
- 3 novembre 1941-† 14 août 1958 : Antonio dos Santos Silva (Antonio Ildefonso dos Santos Silva), évêque de Silva Porto.
- 23 septembre 1958-15 juin 1979 : Manuel Pires (Manuel António Pires), évêque de Silva Porto, puis de Kwito-Bié (16 mai 1979).
- 15 juin 1979-15 janvier 1997 : Pedro António (Pedro Luís António)
- depuis le 15 janvier 1997 : José Nambi

## Sources
- L'ANNUAIRE PONTIFICAL, sur le site http://www.catholic-hierarchy.org, à la page